# Tyloperla attenuata
Tyloperla attenuata är en bäcksländeart som först beskrevs av Wu, C.F. och Peter Walter Claassen 1934.  Tyloperla attenuata ingår i släktet Tyloperla och familjen jättebäcksländor. Inga underarter finns listade i Catalogue of Life.